# Diversas islas del Pacífico de los Estados Unidos
Las Diversas islas del Pacífico de los Estados Unidos (en inglés: United States Miscellaneous Pacific Islands) constituyen una denominación obsoleta que se usaba para referirse colectivamente a la Isla Baker, la Isla Howland, la Isla Jarvis, el Arrecife Kingman y el Atolón Palmyra, todos ellos territorios controlados por los Estados Unidos, mediante la Ley de Islas Guaneras, en el océano Pacífico.
Las islas tenían asignados los códigos de país ISO PU (alfa-2), PUS (alfa-3) y 849 (numérico) antes de 1986 (ahora PUUM), así como el código de país FIPS IQ antes de 1981. Para la ISO, ahora estas se consideran como parte de las Islas menores alejadas de los Estados Unidos, en conjunto con el Atolón Johnston, el Atolón Midway, la Isla de Navaza y la Isla Wake; por otro lado, a cada isla se le asigna actualmente un código FIPS por separado.